# International Lawn Tennis Challenge 1913
Der International Lawn Tennis Challenge 1913 war die 12. Ausgabe des Wettbewerbes für Herrennationalmannschaften im Tennis und wurde erstmals von der International Lawn Tennis Federation (ILTF) veranstaltet. Das vom 25. bis 28. Juli 1913 ausgetragene Finale in Wimbledon gewann Herausforderer USA gegen Titelverteidiger Großbritannien und sicherte sich somit den bisher dritten Titel.

## Die Mannschaften

### Weltgruppe
Außer dem Titelverteidiger nahmen sieben weitere Mannschaften an der International Lawn Tennis Challenge teil. Diese Teams spielten in der Weltgruppe um das Finalticket gegen Großbritannien.
Das auf Sand ausgetragene Spiel zwischen dem Deutschen Kaiserreich und Frankreich in Wiesbaden war die erste Davis-Cup-Begegnung, die nicht auf Rasen gespielt wurde.
| - Australasien - Belgien - Deutsches Reich - Frankreich | - Kanada - Südafrikanische Union - USA |

## Ergebnisse
| Viertelfinale Juni           | Viertelfinale Juni    | Viertelfinale Juni |                 |                       | Halbfinale 10.–12. Juli | Halbfinale 10.–12. Juli | Halbfinale 10.–12. Juli |  |  | Finale 17.–19. Juli | Finale 17.–19. Juli | Finale 17.–19. Juli |
|                              |                       |                    |                 |                       |                         |                         |                         |  |  |                     |                     |                     |
| Belgien                      | Belgien               |                    |                 |                       |                         |                         |                         |  |  |                     |                     |                     |
|                              | Freilos               |                    |                 |                       |                         |                         |                         |  |  |                     |                     |                     |
| Belgien                      | Belgien               | 0                  |                 |                       |                         |                         |                         |  |  |                     |                     |                     |
| Belgien                      | Belgien               | 0                  |                 |                       |                         |                         |                         |  |  |                     |                     |                     |
|                              | Kanada 1868           | Kanada             | 4               |                       |                         |                         |                         |  |  |                     |                     |                     |
| Kanada 1868                  | Kanada 1868           | Kanada             | 4               | Kanada                | 4                       |                         |                         |  |  |                     |                     |                     |
| Kanada 1868                  |                       |                    |                 | Kanada                | 4                       |                         |                         |  |  |                     |                     |                     |
| Sudafrika 1912               | Südafrikanische Union | 1                  |                 |                       |                         |                         |                         |  |  |                     |                     |                     |
| Sudafrika 1912               | Südafrikanische Union | 1                  | Kanada 1868     | Kanada                | 0                       |                         |                         |  |  |                     |                     |                     |
|                              |                       |                    |                 | Kanada                | 0                       |                         |                         |  |  |                     |                     |                     |
|                              | Vereinigte Staaten 48 | USA                | 3               |                       |                         |                         |                         |  |  |                     |                     |                     |
| Dritte Französische Republik | Vereinigte Staaten 48 | USA                | 3               | Frankreich            | 1                       |                         |                         |  |  |                     |                     |                     |
| Dritte Französische Republik |                       |                    |                 | Frankreich            | 1                       |                         |                         |  |  |                     |                     |                     |
| Deutsches Reich              | Deutsches Kaiserreich | 4                  |                 |                       |                         |                         |                         |  |  |                     |                     |                     |
| Deutsches Reich              | Deutsches Kaiserreich | 4                  | Deutsches Reich | Deutsches Kaiserreich | 0                       |                         |                         |  |  |                     |                     |                     |
|                              |                       |                    | Deutsches Reich | Deutsches Kaiserreich | 0                       |                         |                         |  |  |                     |                     |                     |
|                              | Vereinigte Staaten 48 | USA                | 5               |                       |                         |                         |                         |  |  |                     |                     |                     |
| Vereinigte Staaten 48        | Vereinigte Staaten 48 | USA                | 5               | USA                   | 4                       |                         |                         |  |  |                     |                     |                     |
| Vereinigte Staaten 48        |                       |                    |                 | USA                   | 4                       |                         |                         |  |  |                     |                     |                     |
| Australasien                 | Australasien          | 1                  |                 |                       |                         |                         |                         |  |  |                     |                     |                     |

## Finale
| Großbritannien                                                            | Finale | USA                                                                            |
| ------------------------------------------------------------------------- | --- | ------------------------------------------------------------------------------ |
| Team Herbert Roper Barrett James Parke Charles Dixon Kapitän Roger McNair | Datum: 25. bis 28. Juli 1913 Ort: Worple Road, Wimbledon (England) Belag: Rasen \| James Parke \| 8:10, 7:5, 6:4, 1:6, 7:5 \| Maurice McLoughlin \| \| Charles Dixon \| 6:8, 6:3, 2:6, 6:1, 5:7 \| Richard Williams \| \| Charles Dixon Herbert Roper Barrett \| 7:5, 1:6, 6:2, 5:7, 4:6 \| Harold Hackett Maurice McLoughlin \| \| Charles Dixon \| 6:8, 3:6, 2:6 \| Maurice McLoughlin \| \| James Parke \| 6:2, 5:7, 5:7, 6:4, 6:2 \| Richard Williams \| Resultat: 2:3 | Team Harold Hackett Maurice McLoughlin Richard Williams Kapitän Harold Hackett |
| James Parke                                                               | 8:10, 7:5, 6:4, 1:6, 7:5 | Maurice McLoughlin                                                             |
| Charles Dixon                                                             | 6:8, 6:3, 2:6, 6:1, 5:7 | Richard Williams                                                               |
| Charles Dixon Herbert Roper Barrett                                       | 7:5, 1:6, 6:2, 5:7, 4:6 | Harold Hackett Maurice McLoughlin                                              |
| Charles Dixon                                                             | 6:8, 3:6, 2:6 | Maurice McLoughlin                                                             |
| James Parke                                                               | 6:2, 5:7, 5:7, 6:4, 6:2 | Richard Williams                                                               |